# Ахатинеллиды
Ахатинеллиды (лат. Achatinellidae) — семейство наземных брюхоногих моллюсков из отряда стебельчатоглазых. Количество гаплоидных хромосом варьируется от 16 до 25. Широко распространены на островах в Тихом океане, главным образом обитают на Гавайских островах.

## Классификация
На август 2019 года семейство разделяют на 7 подсемейств:
- Achatinellinae Gulick, 1873
- Auriculellinae Odhner, 1921
- Elasmatininae Iredale, 1937
- Pacificellinae Steenberg, 1925
- Tekoulininae Solem, 1972
- Tornatellidinae C. M. Cooke & Kondo, 1961
- Tornatellininae Sykes, 1900